# Saroma-See-100-km-Ultramarathon
Der Saroma-See-100-km-Ultramarathon (jap. サロマ湖100kmウルトラマラソン, Saroma-ko-100-km-urutora-marason) ist ein Ultramarathon entlang des japanischen Saroma-Sees, der seit 1986 stattfindet. Bekannt ist er durch die Weltrekorde im 100-km-Straßenlauf, die hier erzielt wurden. Das Zeitlimit beträgt 13 Stunden. Zum Wettbewerb gehört auch ein 50-km-Lauf.

## Strecke
Der Punkt-zu-Punkt-Kurs beginnt in Yūbetsu am Westende des Saroma-Sees, des größten Binnensees in Hokkaidō, und führt zunächst zu einem Wendepunkt auf der Nehrung, die diesen vom Ochotskischem Meer trennt. Danach geht es am Südufer des Sees entlang über Saroma bis zum Ostende des Sees, wo sich eine weitere Wendepunktstrecke auf der Nehrung anschließt, bevor das Ziel am Sportzentrum von Tokoro in Kitami erreicht wird. Die Strecke ist durchgängig asphaltiert und mit ca. 150 zu bewältigenden Höhenmetern verhältnismäßig flach.
Der 50-km-Lauf startet in Saroma und mündet nach 20 km am östlichen Seeufer in die Hauptstrecke ein.

## Geschichte
1994 und 2005 wurde der 100-km-Weltcup der IAU im Rahmen dieser Veranstaltung ausgetragen. 1994 stellte dabei Kazimierz Bak als Dritter den aktuellen deutschen 100-km-Rekord auf und holte mit dem deutschen Team Gold, 2005 gewannen die deutschen Männer Bronze, während die DLV-Frauen auf den vierten Platz kamen.

## Statistik

### Streckenrekorde
- Männer: 6:09:14 h, Nao Kazami (JPN), 2018 (aktueller Weltrekord)
- Frauen: 6:33:11 h, Tomoe Abe (JPN), 2000 (aktueller Weltrekord)

### Siegerliste
Quellen: ARRS, DUV
| Datum         | Männer                 | Nation                 | Zeit    | Frauen                       | Nation     | Zeit     |
| ------------- | ---------------------- | ---------------------- | ------- | ---------------------------- | ---------- | -------- |
| 30. Juni 2019 | Tatsuya Itagaki -3-    | Japan                  | 6:25:52 | Mai Fujisawa -3-             | Japan      | 07:32:50 |
| 24. Juni 2018 | Nao Kazami             | Japan                  | 6:09:14 | Mai Fujisawa -2-             | Japan      | 07:37:56 |
| 25. Juni 2017 | Tatsuya Itagaki -2-    | Japan                  | 6:14:18 | Yuri Kano                    | Japan      | 07:37:21 |
| 26. Juni 2016 | Tatsuya Itagaki        | Japan                  | 6:37:05 | Hisayo Matsumoto             | Japan      | 07:39:51 |
| 28. Juni 2015 | Yoshikazu Hara -2-     | Japan                  | 6:35:49 | Chiyuki Mochizuki -2-        | Japan      | 07:36:39 |
| 29. Juni 2014 | Hideo Nōjō -3-         | Japan                  | 6:40:15 | Chiyuki Mochizuki            | Japan      | 07:55:09 |
| 30. Juni 2013 | Hideo Nōjō -2-         | Japan                  | 6:37:16 | Mai Fujisawa                 | Japan      | 08:10:39 |
| 24. Juni 2012 | Yoshikazu Hara         | Japan                  | 6:33:32 | Shiho Katayama               | Japan      | 07:33:38 |
| 26. Juni 2011 | Kiyokatsu Hasegawa     | Japan                  | 6:31:06 | Shobi Ochiai                 | Japan      | 07:54:08 |
| 27. Juni 2010 | Erick Wainaina         | Kenia                  | 6:39:52 | Emi Matsushita(-Iwasaki) -2- | Japan      | 07:49:31 |
| 28. Juni 2009 | Hideo Nōjō             | Japan                  | 6:36:33 | Emi Iwasaki                  | Japan      | 08:09:36 |
| 22. Juni 2008 | Masakazu Takahashi     | Japan                  | 6:42:05 | Hiroko Sho -3-               | Japan      | 07:38:04 |
| 24. Juni 2007 | Shin’ichi Watanabe     | Japan                  | 6:29:57 | Norimi Sakurai -3-           | Japan      | 07:16:23 |
| 25. Juni 2006 | Yoshiaki Kobayashi -2- | Japan                  | 6:49:15 | Hiroko Sho -2-               | Japan      | 07:40:30 |
| 26. Juni 2005 | Grigori Mursin         | Russland               | 6:24:14 | Hiroko Sho                   | Japan      | 07:53:41 |
| 27. Juni 2004 | Tsutomu Sassa          | Japan                  | 6:23:00 | Makiko Hotta -2-             | Japan      | 07:38:31 |
| 29. Juni 2003 | Yoshiaki Kobayashi     | Japan                  | 6:38:06 | Norimi Sakurai -2-           | Japan      | 07:20:02 |
| 30. Juni 2002 | Yasufumi Mikami -5-    | Japan                  | 6:48:07 | Makiko Hotta                 | Japan      | 07:30:23 |
| 24. Juni 2001 | Yasufumi Mikami -4-    | Japan                  | 6:38:50 | Norimi Sakurai               | Japan      | 08:00:41 |
| 25. Juni 2000 | Yasufumi Mikami -3-    | Japan                  | 6:27:13 | Tomoe Abe                    | Japan      | 06:33:11 |
| 20. Juni 1999 | Yasufumi Mikami -2-    | Japan                  | 6:22:08 | Akiko Sekiya                 | Japan      | 08:03:44 |
| 21. Juni 1998 | Takahiro Sunada        | Japan                  | 6:13:33 | Masako Koyama                | Japan      | 08:21:26 |
| 22. Juni 1997 | Yasufumi Mikami        | Japan                  | 6:24:56 | Reiko Hirosawa               | Japan      | 08:19:48 |
| 23. Juni 1996 | Patrick Macke          | Vereinigtes Königreich | 6:56:13 | Noriko Kawaguchi             | Japan      | 07:11:42 |
| 25. Juni 1995 | Kiminari Kondo         | Japan                  | 6:26:23 | Mary Morgan                  | Australien | 07:49:40 |
| 26. Juni 1994 | Alexei Wolgin          | Russland               | 6:22:43 | Walentina Schatjajewa        | Russland   | 07:34:58 |
| 27. Juni 1993 | Toshiro Kashihara -4-  | Japan                  | 6:43:14 | Eiko Endo -3-                | Japan      | 08:22:25 |
| 5. Juli 1992  | Narishisa Kojima -2-   | Japan                  | 6:36:34 | Eiko Endo -2-                | Japan      | 08:17:01 |
| 7. Juli 1991  | Narishisa Kojima       | Japan                  | 6:37:44 | Eiko Endo                    | Japan      | 08:28:23 |
| 4. Juli 1990  | Toshiro Kashihara -3-  | Japan                  | 6:52:33 | Takako Suzuki -4-            | Japan      | 08:47:09 |
| 2. Juli 1989  | Toshiro Kashihara -2-  | Japan                  | 6:52:41 | Takako Suzuki -3-            | Japan      | 08:37:13 |
| 3. Juli 1988  | Toshiro Kashihara      | Japan                  | 7:06:35 | Takako Suzuki -2-            | Japan      | 08:40:07 |
| 5. Juli 1987  | Koji Inoue             | Japan                  | 6:52:14 | Takako Suzuki                | Japan      | 09:24:10 |
| 14. Sep. 1986 | Masatoshi Tandai       | Japan                  | 7:49:17 | Harumi Kajita                | Japan      | 11:07:38 |

### Entwicklung der Finisherzahlen
| Jahr | 100 km | davon Frauen | 50 km | davon Frauen |
| ---- | ------ | ------------ | ----- | ------------ |
| 2019 | 2405   | 350          | 423   | 149          |
| 2018 | 2402   | 376          | 413   | 167          |
| 2017 | 2311   | 332          | 396   | 162          |
| 2016 | 2682   | 379          | 447   | 201          |
| 2015 | 2721   | 403          | 455   | 175          |
| 2014 | 1829   | 291          | 389   | 143          |
| 2013 | 2123   | 303          | 380   | 133          |
| 2012 | 2394   | 328          | 403   | 148          |
| 2011 | 2170   | 310          | 391   | 138          |
| 2010 | 1608   | 234          | 340   | 119          |
| 2009 | 2284   | 306          | 383   | 153          |
| 2008 | 2052   | 266          | 359   | 146          |
| 2007 | 1868   | 243          | 309   | 099          |
| 2006 | 1622   | 236          | 320   | 102          |
| 2005 | 1806   | 240          | 253   | 093          |
| 2004 | 1374   | 210          | 220   | 064          |
| 2003 | 1567   | 203          | 271   | 082          |
| 2002 | 1254   | 173          | 264   | 075          |
| 2001 | 0870   | 122          | 193   | 067          |
| 2000 | 1057   | 140          | 183   | 066          |
| 1999 | 1112   | 159          | 238   | 088          |
| 1998 | 1180   | 155          | 246   | 079          |